# Koszmosz–672
A Koszmosz–672 (oroszul: Космос–672)  a szovjet Koszmosz műhold-sorozata tagja, biológiai műhold. A szabványos rendszerben épített, háromszemélyes, szkafanderes-kétszemélyes Szojuz űrhajó (7K-TM) tesztrepülése.

## Küldetés
A Szojuz–Apollo űrrepülés biológiai programjának második ellenőrzése, előkészítése. A nemzetközi összekapcsoló rendszeren kívül technikailag azonos volt a Koszmosz–638 űreszközzel.

## Jellemzői
Központi tervező iroda CKBEM <= Центральное конструкторское бюро экспериментального машиностроения (ЦКБЕМ)> (OKB-1 <= ОКБ-1>, most OAO RKK Energiya im. SP Korolev <= ОАО РКК Энергия им. С. П. Королёва>). Az űrhajót kis átalakítással emberes programra, teherszállításra és mentésre (leszállásra) tervezték.
1974. augusztus 12-én a Bajkonuri űrrepülőtér indítóállomásról egy Szojuz hordozórakétával (11A511U) juttatták Föld körüli, közeli pályára. Az orbitális egység pályája 89,1 perces, 51,8 fokos hajlásszögű, az elliptikus pálya perigeuma 227 kilométer, apogeuma 238 kilométer volt. Hasznos tömege 6680 kilogramm. Összesen 6 napot, 22 órát és 32 percet töltött a világűrben. A napelem-szárnyak a megnövelt teljesítményű akkumulátorokkal együtt szolgáltatták az energiát. Az űrhajó napelemek nélkül, kémiai akkumulátorokkal 14 napos program végrehajtására volt alkalmas.
Augusztus 18-án földi parancsra belépett a légkörbe és hagyományos módon – ejtőernyős leereszkedés – visszatért a Földre.